# Eucilodes caucasicus
Eucilodes caucasicus is een keversoort uit de familie buitelkevers (Eucinetidae). De wetenschappelijke naam van de soort werd in 1880 gepubliceerd door Edmund Reitter.